# Ę
Ę – ósma litera alfabetu polskiego. Oznacza samogłoskę nosową.
Litera E z ogonkiem była używana w języku łacińskim od XII wieku (jako „E caudata”, ale dla oznaczania æ). Występuje w niektórych staro-saskich grupach wokalnych np. vęl (viel), gęven (geben), Mękel(e)nborg, również w północnogermańskim języku elfdalskim. Obecnie także jest używana w języku litewskim i w fonetycznych zapisach z kilku języków autochtonicznych Ameryki, takich jak język nawaho i język apacze zachodniego.

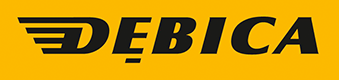
Firma Oponiarska Dębica

W języku polskim ta litera nie zaczyna żadnego wyrazu, jednak „Słownik języka polskiego” pod redakcją Jana Karłowicza, Adama Kryńskiego i Władysława Niedźwiedzkiego (tom I, 1900) podaje jako zaczynające się na literę ę wykrzykniki ę ę! i ęhę!, ęgrest (reg. agrest), ęno (=ano) oraz ęsiać, ęsianie i ęsiu oznaczające potrzebę naturalną bądź też okrzyk dziecka zawiadamiający o niej. Ostatni wyraz, w formie ęsi, pojawił się kilkakrotnie w literaturze: w wierszu Tadeusza Boya-Żeleńskiego „Jak wygląda niedziela oglądana przez okulary Jana Lemańskiego” ze zbioru „Słówka” z 1913 roku, w wierszu „Maskarada” Juliana Tuwima ze zbioru „Jarmark rymów” z 1934 roku i powieści Józefy Witowskiej „Ludzie i nieludzie. Ze wspomnień służącej” z 1951 roku. Ostatnim słownikiem, w którym użyto wyrazu ęsi było wydanie „Słownika języka polskiego” pod red. Mieczysława Szymczaka z 2002. Obecnie słowo jest dopuszczone w grze scrabble. Występuje także na tę literę quasi-słowo ę-ą.

## Mapy znaków
| Znak                    | Ę                                  | Ę                                  | ę                                | ę                                |
| ----------------------- | ---------------------------------- | ---------------------------------- | -------------------------------- | -------------------------------- |
| Nazwa Unicode           | Latin Capital Letter E with Ogonek | Latin Capital Letter E with Ogonek | Latin Small Letter E with Ogonek | Latin Small Letter E with Ogonek |
| Kodowanie               | dziesiętnie                        | szesnastkowo                       | dziesiętnie                      | szesnastkowo                     |
| Unicode                 | 280                                | U+0118                             | 281                              | U+0119                           |
| UTF-8                   | 196 152                            | C4 98                              | 196 153                          | C4 99                            |
| Odwołania znakowe SGML  | &#280;                             | &#x118;                            | &#281;                           | &#x119;                          |
| ISO 8859-2 / ISO 8859-4 | 202                                | CA                                 | 234                              | EA                               |
| ISO 8859-10             | 221                                | DD                                 | 253                              | FD                               |